# Tartuffe
För andra betydelser, se Tartuffe (olika betydelser).

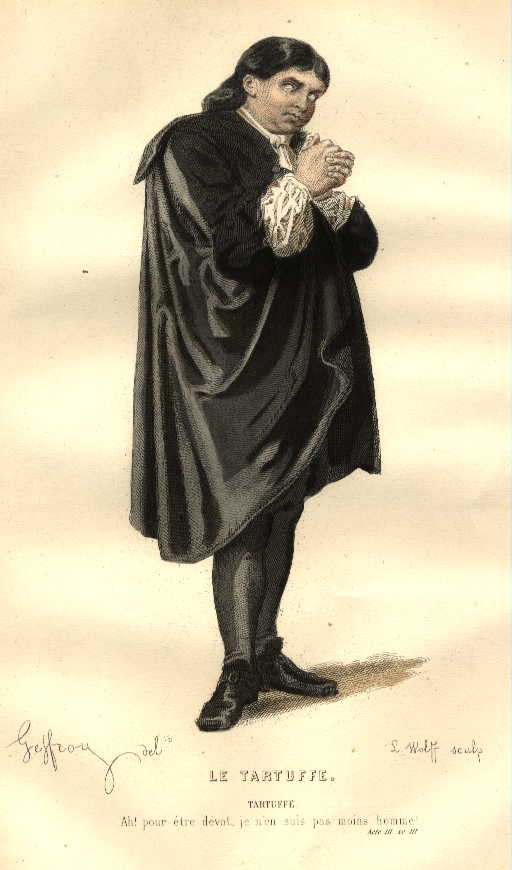
Tartuffe, teaterkostym från 1800-talet.

Tartuffe (franska: Le Tartuffe ou l'Imposteur) är en komedi i fem akter från 1664 av den franske författaren Molière. Pjäsen hade premiär i Versailles 1664.

## Handling
Tartuffe, en slipad bedragare, lurar till sig pengar genom att säga att han är ädel och god och allt han önskar är att vara sin Gud trogen. Han lurar sin väg in i en familj genom att charma fadern med sitt ädla och goda sätt, och lurar till sig både hus och dotter. Men familjen får tillbaka sin egendom och bedragaren Tartuffe straffas.
Akt I – Madame Pernelle, mor till Orgon skäller ut sin familj, hon hävdar att Tartuffe är en ädel man som de andra bör lyssna på, hon lämnar sedan hemmet och återkommer inte förrän i pjäsens sista akt. Orgon som sedan tidigare har lovat bort sin dotters, Mariane, hand till Valére, bryter nu detta löfte till förmån för Tartuffe.
Akt II – I den andra akten lär vi känna kärleksparet lite närmare. Mariane är förkrossad över sin faders beslut och överväger att ta livet av sig.
Akt III – Det är först här som Tartuffe gör entré, trots att han hela tiden har stått i handlingens centrum. Orgon låter sig trollbindas av den påstått gudfruktige mannen. Damis (Orgons son) drivs ur huset och Orgon lovar då förutom sin dotter även bort hela sin förmögenhet.
Akt IV – Elmire (Orgons hustru) avslöjar nu bedragaren och öppnar sin makes ögon. Detta sker dock för sent, ett gåvobrev är redan underskrivet.
Akt V – Pjäsen slutar lyckligt med att Tartuffe arresteras på uppdrag av konungen och Mariane äntligen får sin älskade Valére. Konungens rättvisa prisas i sista scenen med orden: "hans godhet prisar jag och allt vad den jag skyller", en fras som antagligen tillskrevs Molières egen beskyddare, Ludvig XIV.

## Om pjäsen
Först sattes pjäsen upp på Versailles, men den förbjöds. Det förbudet hävdes sedan år 1669. Tartuffe utgör ett verk inom franskklassicismen. Verket är en karaktärskomedi som beskriver burleska typer med karaktärsdrag som måste rättas till. Förlagan till denna pjäs är en av novellerna i Giovanni Boccaccios Decamerone (första novellen dag ett).
Titelpersonen kommer inte in i handlingen förrän i tredje akten, men är ändå närvarande genom att alla andra figurer talar om honom.
Pjäsen skildrar någon som är from, men i grunden svekfull. Som ett resultat av Molières pjäs använder både samtida franska och engelska ordet "tartuffe" för att beteckna en hycklare som skenbart och överdrivet låtsas vara dygd, särskilt religiös dygd.
I och med premiären av Tartuffe skaffade sig Molière fiender för livet inom kyrkan. Detta ledde till att pjäsen kort efter premiären förbjöds. Trots att förbudet upphävdes av Ludvig XIV bara några år senare så förläts han inte av kyrkans män. När Molière avled vid femtioett års ålder förvägrades han begravas i vigd jord just på grund av denna pjäs.

## Tartuffe på film
Tartuffe har filmatiserats ett flertal gånger; bland annat finns det en svensk version (Tartuffe – hycklaren) från 1997 med Robert Gustafsson i titelrollen.
En tysk stumversion (Tartüff) av Friedrich Wilhelm Murnau med Emil Jannings som i titelrollen spelades in år 1925 och en fransk version (Le Tartuffe) med Gérard Depardieu både som regissör och huvudrollsinnehavare år 1984.

## Karaktärer
- Madame Pernelle
- Orgon, Madame Pernelles son
- Elmire, Orgons hustru
- Mariane, Orgons dotter
- Damis, Orgons son
- Valère, Marianes trolovade
- Cléante, Orgons svåger
- Tartuffe, hycklaren
- Dorine, Mariane's kammarjungfru
- Monsieur Loyal, en fogde (sergent royal)
- En officer
- Flipote, Madame Pernelles tjänare (stum roll)